# Ан Йон Хак
Ан Йон Хак (кор. 안영학, 安英學, яп. 安英学; народився 25 жовтня 1978; Курасікі, Японія) — північнокорейський футболіст, півзахисник японського клубу «Омія Ардіджа» та національної збірної Корейської Народно-Демократичної Республіки.
Нині є головним тренером збірної Об'єднаних корейців Японії з футболу.

## Титули і досягнення
- Чемпіон Південної Кореї (1):

«Сувон Самсунг Блювінгз»: 2008
- Володар Кубка південнокорейської ліги (1):

«Сувон Самсунг Блювінгз»: 2008
- Володар Кубка Південної Кореї (1):

«Сувон Самсунг Блювінгз»: 2009
- Чемпіон Японії (1):

«Касіва Рейсол»: 2011
- Володар Суперкубка Японії (1):

«Касіва Рейсол»: 2012
- Володар Кубка Імператора Японії (1):

«Касіва Рейсол»: 2012
Збірні
- Володар Кубка виклику АФК: 2012